# Tonio Hildebrand

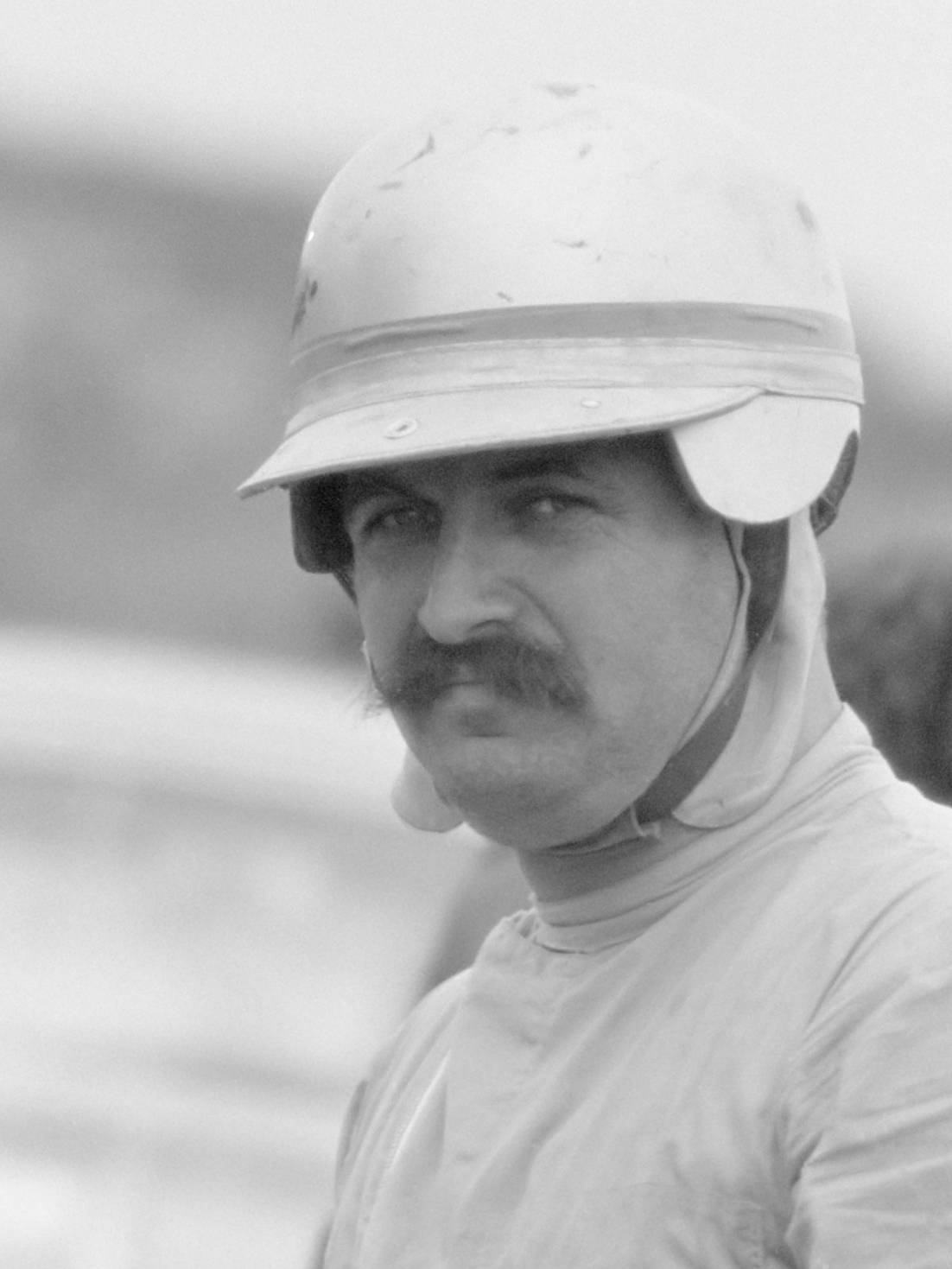
Tony Hildebrand (1961)

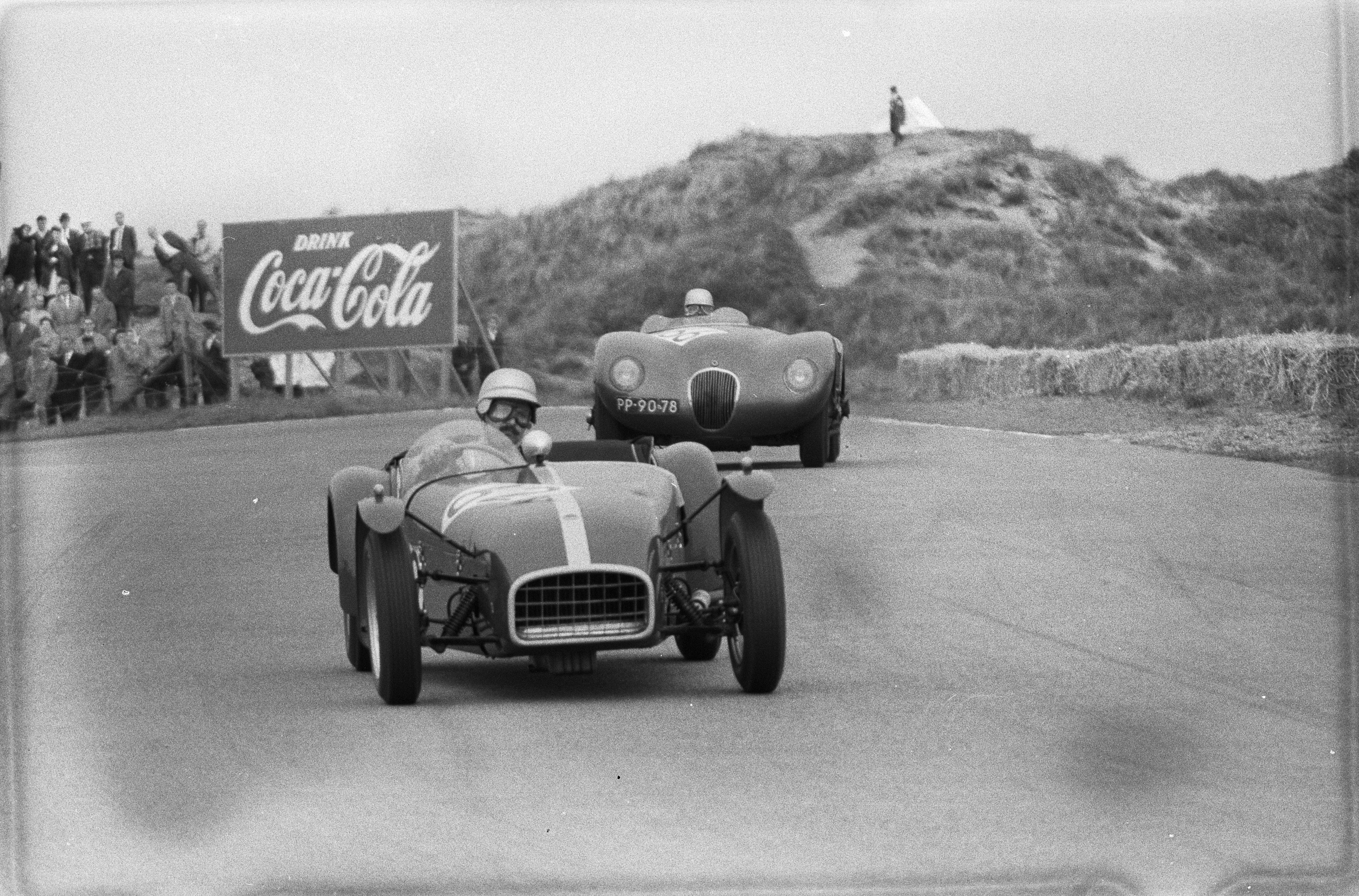
Tonio Hildebrand op kop tijdens nationale sportwagenraces op het circuit van Zandvoort in 1960.

Tonio Hildebrand (Blaricum, 20 september 1930 – Amsterdam, 26 augustus 2005) was een publiek figuur in Nederland. Hij was herkenbaar aan een grote snor en een grote Havanna-sigaar.

## Biografie
Hildebrand werd geboren in 1930 als zoon van de schrijver A.D. Hildebrand. Hij was onder andere autocoureur maar noemde zichzelf ook secretaris van de Hells Angels. Hij stond bekend als meesteroplichter, scharrelaar, rokkenjager en bovenal levensgenieter. Hij schreef een autobiografie Het gaat niet om geld (geredigeerd door Martin van Amerongen) die in 1973 verscheen. In 2000 verscheen zijn boek Mijn vlegeljaren met een nawoord van Martin van Amerongen.
In 2003 is er door Visser & Van Rijckevorsel Filmprodukties een documentaire over zijn leven gemaakt. Hildebrand rekende journalist Henk Hofland, acteur Rijk de Gooyer, Maarten Spanjer, Prins Bernhard en Peter van Straaten tot zijn vrienden. Vanaf zijn jeugd was hij bevriend met Hein ten Harmsen van der Beek, zoon van Eelco Martinus ten Harmsen van der Beek. Ook was hij bevriend met Pistolen Paultje, met wie hij later gebrouilleerd raakte.